# Veståsen
Veståsen (norwegisch für Westhügel) ist eine Eiskuppel an der Prinzessin-Martha-Küste des ostantarktischen Königin-Maud-Lands. Sie ragt zwischen dem  Riiser-Larsen-Schelfeis und den Kraulbergen auf. Zu ihr gehört das Høgisen.
Wissenschaftler des Norwegischen Polarinstituts benannten sie 2016.